# Kodomo no Jikan
Kodomo no Jikan (こどものじかん?; te vertalen als een kindertijd) is een Japanse mangaserie, die geschreven is door Kaworu Watashiya. Het verhaal gaat over een basisschoolleraar genaamd Daiksuke Aoki, die een probleem heeft met een van zijn studenten. Namelijk Rin Kokonoe. Die is namelijk verliefd op hem.
De eerste uitgave van kodomo no jikan was te vinden in het mangatijdschrift Comic High!, gepubliceerd door Futabasha. Aanvankelijk werd er ook een Engelstalige versie van de manga uitgegeven in Noord-Amerika door Seven Seas Entertainment, maar deze werd stopgezet vanwege de controversiële inhoud van het verhaal.
De manga is ook omgezet tot een anime, die in Japan werd uitgezonden van 12 oktober 2007 tot 28 december 2007. De tv-versie van de anime is ten opzichte van de manga echter zwaar gecensureerd; de Dvd-versie is ongecensureerd. Verder bestaan er twee OVA's van de serie.

## Plot
Het grootste deel van het verhaal draait zich om Daisuke Aoki (23 jaar), die net zijn eerste baan heeft als leraar op de Futatsubashi basisschool. Hij is leraar van de klas 3-1 en Rin Kokonoe (9 jaar) is een van zijn studenten. Ze is verliefd op hem, maar Aoki kan en wil deze liefde niet beantwoorden. Dit zorgt voor hilarische, maar ook vaker complexe situaties omdat er geen begrip getoond kan worden door hun vrienden en familie.

## Personages
Daisuke AokiDe hoofdpersoon van het verhaal, Daiksuke Aoki. Hij is net klaar met zijn opleiding als leraar en gaat meteen aan de slag als leraar.Hij wordt toegewezen aan de klas 3-1. Hij heeft nog veel idealen over zijn baan en die worden snel op de proef gesteld vanwege Rin Kokonoe. Hij komt dan ook vaker voor een probleem te staan om de juiste keuze te maken. Hij wordt daarnaast ook vaak door Kuro uitgescholden voor maagd. Door zijn rustige normale jeugd heeft hij moeite om de kinderen af en toe te begrijpen. Hij geeft veel om zijn leerlingen en probeert ze dan ook altijd te helpen. Op een gegeven moment wordt het onduidelijk of hij verliefd is op Rin. Dit zorgt ervoor dat Rins verzorger hem niet vertrouwt en hem goed in de gaten houdt.
Rin KokonoeRin is een jonge meid die in klas 3-1 zit en ze is verliefd op haar leraar Aoki. Ze zegt dan ook dat zij de vriendin is van haar leraar. Ze doet vaak dingen om haar leraar op haar te laten vallen die niet door de beugel kunnen of die wettelijk gezien niet mogen. Onder andere chanteert ze Aoki en maakt ze misbruik van de situatie. Haar gedrag is echter om een traumatische gebeurtenis uit haar verleden te verhullen.
Kuro KagamiKuro is een goeie vriendin van Rin. De twee werken dan meestal ook samen bij een grap. Haar seksuele kennis is ver ontwikkeld en ze is in het geheim verliefd op Rin. Ze scheldt haar leraar vaak uit voor maagd omdat hij nog geen seksuele ervaring heeft, maar stiekem ook omdat ze jaloers op hem is omdat Rin met hem flirt. Kuro draagt meestal als kleding de Lolita-stijl, die men vaker tegenkomt in Japan. Haar persoonlijkheid naar buitenstaanders is als een verwend kind, maar tegen haar vrienden is ze aardig en geeft ze veel om hen.
Mimi UsaMimi is stil en teruggetrokken. Ze heeft totaal geen seksuele ervaring, ondanks dat ze een voor haar leeftijd erg ontwikkeld lichaam heeft. Ze is goede bevriend met Rin en Kuro. Ze is verlegen en is vaak depressief.
Houin (sensei)Ze is een collega van Aoki en leert hem veel over school en de kinderen. Ook is ze in het geheim verliefd op hem.
ReijiReiji is de verzorger van Rin en vertrouwt haar nieuwe leraar voor geen cent.